# 涪陵榨菜
涪陵榨菜，是中华人民共和国重庆市涪陵区出产的一种榨菜，最早出现在1898年。涪陵榨菜制作技艺于2008年被列为国家级非物质文化遗产。

## 特点
涪陵榨菜用涪陵特有的芥菜头，经过去皮初腌、修剪整形、淘洗上榨、配料装坛等几十道工序加工制作而成。涪陵榨菜选用的芥菜主要来自丰都县高家镇至巴南区木洞镇附近的长江沿岸地带。涪陵榨菜鲜、香、脆、色泽鲜艳，久煮不软，可直接佐餐食用或作为烧肉、煮鱼的配料。

## 产业发展
重庆市涪陵区政府将涪陵榨菜作为当地重要产业。涪陵区政府和生产企业通过实施农业改革，鼓励农民种植芥菜，将榨菜原材料主要种植品种定为“涪丰14”、“永安小叶”、“涪杂一号”。1998年，重庆市涪陵区政府成立涪陵区榨菜管理办公室，作为承担涪陵榨菜地理标志行政管理职责的事业单位。2009年11月11日，涪陵榨菜的地理标志证明商标被评为“2009中国最具市场竞争力地理商标、农产品商标60强”。2010年1月5日，涪陵区榨菜办注册的“涪陵榨菜”证明商标，被国家工商行政管理总局商标局认定为“中国驰名商标”。2010年2月21日、12月17日，涪陵区榨菜办分别成功注册“涪陵青菜头”、“Fuling Zhacai”地理标志商标。
涪陵榨菜为中国地理标志产品。

## 技艺保护
2004年12月13日，中华人民共和国国家质量监督检验检疫总局发布178号公告，对涪陵榨菜实施原产地域保护，保护的对象是在涪陵辖区内的榨菜生产。2008年，“涪陵榨菜传统手工制作技艺”被中华人民共和国国务院列入“国家级非物质文化遗产代表性项目名录”，涪陵榨菜的生产和技术专家——涪陵辣妹子集团万绍碧、涪陵区榨菜管理办公室杜全模、涪陵榨菜集团公司向瑞玺和赵平被认定为“涪陵榨菜传统手工制作技艺”代表性传承人。

## 流行文化
2019年8月7日，台湾东森新闻台《关键时刻》政论节目中，名嘴黄世聪谈论「中国大陆内部问题」时，称「涪陵榨菜股价大跌业绩不好，说明大陆人连榨菜都吃不起了」，而且將「涪」字誤读成「陪」音（正音同「扶」）。此语一出便在台海两岸引起网民热议，有台湾网民感叹这一言论“害得整个台湾的智商被拉低”，而大陆网民更戏谑称「一国两智」，并将「『陪』陵榨菜」谐音化为「陪您炸蔡」。节目中被黄世聪提及的重庆市涪陵榨菜集团表示，公司考虑在台湾设立办事处，且于8月8日在新浪微博发文“买不起，送！”，将于次日从转发该微博的网友中抽出10人赠送价值188元人民币的榨菜礼盒。另据报导，重庆市涪陵榨菜集团已向东森电视总部《关键时刻》节目组寄送了一箱涪陵榨菜，黄世聪本人也收到了这一礼物。